# Adolf Hradecký
Adolf Hradecký (6. března 1923, Jindřichův Hradec – jaro 2004) byl český novinář, spisovatel, historik a bývalý ředitel Československé tiskové kanceláře, Československé televize a ústřední tajemník Svazu československých spisovatelů během pražského jara.

## Životopis
Adolf Hradecký se narodil 6. března 1923 v Jindřichově Hradci. V letech 1945 až 1951 pracoval jako novinář v Rudém právu, později působil jako šéfredaktor deníku Obrana lidu. Od poloviny padesátých let zastával funkci vedoucího redaktora a následně v letech ústředního ředitele Československé tiskové kanceláře (1955–1959). Dne 1. října 1959 nahradil Milana Krejčího na pozici ředitele Československé televize. Během jeho působení byla deklarována vedoucí úloha KSČ k televizi a byly prohloubeny vztahy s AMU.
Dne 31. května 1963 byl na pozici vystřídán Jiřím Pelikánem a stává se ústředním tajemníkem Svazu československých spisovatelů, kde setrval do roku 1968. Zároveň je od roku 1966 předsedou redakční rady novinářského časopisu Reportér, v roce 1969 působí až do jeho zastavení jako šéfredaktor. Za jeho šefredaktorství se Reportér vymanil z vlivu dosavadní cenzurní praxe a zásadně se podílel na demokratizaci společenského života. Zároveň během působení v SČSS pokračovaly snahy literární obce o vytváření protiváhy vládnoucí moci; kromě jiného vyvrcholily spory mezi Svazem a stranickými ideology o podobu Literárních novin. V polovině roku 1967, krátce před vypuknutím Pražského jara, se konal IV. sjezd SČSS, na němž odzněla dosud nejtvrdší kritika komunistického režimu.
Na mimořádném sjezdu SČSS v dubnu 1968 byl donucen odstoupit. Zůstal sice členem představenstva, vedením byl však dočasně pověřen novinář a historik žurnalistiky Bohumil Marčák. Po invazi vojsk Varšavské smlouvy v srpnu 1968 a během následné normalizace je donucen opustit povolání novináře a stal se knihovníkem v Chotkovské knihovně na zámku Kačina.
Po sametové revoluci začaly být vydávány jeho historické práce. Věnoval se zejména rodu Černínů z Chudenic či memoárům na osvobození Prahy či srpen 1968. Zemřel na jaře 2004.